# Zambia en los Juegos Olímpicos de México 1968
Zambia estuvo representada en los Juegos Olímpicos de México 1968 por siete deportistas masculinos que compitieron en dos deportes.
El equipo olímpico zambiano no obtuvo ninguna medalla en estos Juegos.